# Chironomus brevidentatus
Chironomus brevidentatus är en tvåvingeart som beskrevs av Hirvenoja och Michailova 1998. Chironomus brevidentatus ingår i släktet Chironomus och familjen fjädermyggor. Arten har ej påträffats i Sverige. Inga underarter finns listade i Catalogue of Life.